# Sony Xperia Z3
Sony Xperia Z3 — смартфон, выпускаемый компанией Sony Mobile. Был представлен на выставке IFA 2014 4 сентября 2014 года. Впервые он был представлен в Тайване 19 сентября 2014 года, в Индии — 25 сентября 2014 года, в Великобритании — 26 сентября 2014 года, и в Сингапуре — 4 октября 2014 года.

## Дизайн
Подобно устройствам серии Sony Xperia Z, телефон имеет дизайн в соответствии с концепцией Sony «Omni-Balance», которая ориентирована на создание баланса и симметрии по всем направлениям. Телефон оснащён более округленной алюминиевой рамкой по сравнению с его предшественником, и он также имеет поликарбонатные углы, которые защищены от царапин и потёртостей. Также телефон имеет закаленное стекло на передней и задней панели и алюминиевую кнопку питания, расположенную на правой стороне устройства.

## Технические характеристики
Как и его предшественники, Xperia Z3 является водо- и пыленепроницаемым, но с более высокой степенью защиты IP — IP65 и IP68. Телефон оснащён новым дисплеем 5,15-дюймовым BRAVIA IPS LCD Triluminos дисплеем с разрешением 1080 на 1920 пикселей с плотностью пикселей в 424 точки на дюйм и возможностью записи 4K видео. Sony объявила, что устройство будет иметь возможность играть в игры PlayStation 4 через Remote Play.
Внутри телефон имеет слегка модифицированный процессор Snapdragon 801 (известный как Snapdragon 801 MSM8974AC) с тактовой частотой 2,5 ГГц, несъёмный аккумулятор на 3100 мАч, 3 ГБ оперативной памяти и 16 ГБ памяти, 11 Гб из которых доступно пользователю.
В телефоне используется Nano-SIM. Модель телефона D6633 (под названием Xperia Z3 Dual) включает в себя поддержку двух SIM.
Модуль камеры телефона также способен осуществлять замедленную съёмку в высоком качестве.